# Podgłośniowe zapalenie krtani
Podgłośniowe zapalenie krtani, krup to choroba układu oddechowego wywoływana przez infekcję wirusową górnych dróg oddechowych, prowadząca do utrudniającej oddychanie obrzęku krtani. Do objawów krupu należą: „szczekający” kaszel, świst krtaniowy (wysoki świszczący dźwięk) oraz chrypka. Objawy krupu mogą być łagodne, umiarkowane, ale też poważne, zagrażające życiu. Objawy często pogarszają się w czasie nocy. Pojedyncza dawka doustnych kortykosteroidów może pomóc w leczeniu choroby. W ciężkich przypadkach stosuje się adrenalinę (epinefryna). Czasem konieczna jest hospitalizacja.
Krup rozpoznaje się na podstawie objawów, po wykluczeniu potencjalnych poważniejszych przyczyn występujących objawów (np. zapalenia nagłośni lub ciała obcego w układzie oddechowym). Zazwyczaj nie ma konieczności przeprowadzania dalszych badań, takich jak np. badania krwi, RTG czy badania mikrobiologiczne. Krup to często spotykana choroba, przynajmniej jeden jej epizod dotyka ok. 15% dzieci w wieku od 6 miesięcy do 5-6 lat. Rzadziej występuje u nastolatków oraz dorosłych.

## Epidemiologia
Krup przechodzi około 15% dzieci, zazwyczaj w wieku od 6 miesięcy do 5-6 lat. Krup jest przyczyną około 5% przyjęć do szpitala we wspomnianej grupie wiekowej. Rzadko pojawia się u dzieci poniżej 3 miesięcy lub powyżej 15 roku życia. Mężczyźni chorują na krup o 50% częściej niż kobiety; krup występuje częściej jesienią.

## Przyczyny
Krup jest zazwyczaj związany z infekcją wirusową. Niektórzy używają tego pojęcia w odniesieniu do zapalenia tchawicy oraz krtani, krupu spazmatycznego, błonicy krtani, bakteryjnego zapalenia tchawicy, laryngotracheobronchitis oraz ostrego złośliwego zapalenia krtani, tchawicy i oskrzeli. Pierwsze dwa z nich związane są z infekcją wirusową, a ich objawy są łagodne; ostatnie cztery wywoływane są przez bakterie i zazwyczaj są poważniejsze.

### Wirusy
75% przypadków choroby wywołuje wirus paragrypy. Czasami przyczyną są inne wirusy takie jak wirus grypy A i B, odry, adenowirus i wirus RSV i ludzki metapneumowirus (hMPV).
Krup spazmatyczny wywoływany jest przez tę samą grupę wirusów, co ostre zapalenie tchawicy oraz krtani, ale zazwyczaj objawy infekcji są niezauważalne (np. gorączka, ból gardła i zwiększona liczba białych krwinek). Leczenie oraz reakcja na leczenie są takie same w obu przypadkach.

### Bakterie
Krup wywoływany przez bakterie można podzielić na błonicę krtani, bakteryjne zapalenie tchawicy, laryngotracheobronchitis oraz zapalenie tchawicy, krtani, oskrzeli i płuc. Błonica krtani wywoływana jest przez maczugowca błonicy, podczas gdy bakteryjne zapalenie tchawicy, zapalenie tchawicy, krtani i oskrzeli oraz zapalenie tchawicy, krtani, oskrzeli i płuc wywoływane są na skutek początkowej infekcji wirusowej po której następuje infekcja bakteryjna. Najczęściej spotykane bakterie to gronkowiec złocisty, dwoinka zapalenia płuc, Haemophilus influenzae oraz Moraxella catarrhalis.

## Patofizjologia
Infekcja wirusowa prowadzi do opuchnięcia krtani, tchawicy oraz znacznego zwiększenia ilości białych krwinek w drogach oddechowych. Obrzęk może utrudniać oddychanie.

## Objawy
Objawy krupu obejmują „szczekający” kaszel, świst krtaniowy (wysoki dźwięk słyszalny przy oddychaniu), chrypkę i duszność, które nasilają się w nocy. „Szczekający” kaszel jest często podobny do dźwięku wydawanego przez fokę lub lwa morskiego. Płacz może spowodować, że świst jest jeszcze bardziej uciążliwy. Świst może oznaczać, że w związku z rozwojem krupu doszło do zwężenia dróg oddechowych.
Inne objawy obejmują gorączkę, nieżyt nosa (objawy typowe dla przeziębienia) oraz zaciąganie międzyżebrzy. Ślinienie się lub typowy wygląd ciężko chorego pacjenta mogą wskazywać na inną chorobę.

## Rozpoznanie
Krup może zostać zdiagnozowany na podstawie charakterystycznych objawów. Pierwszym krokiem jest wykluczenie innych chorób, które mogą być przyczyną obturacji górnych dróg oddechowych, zwłaszcza zapalenia nagłośni, obecności ciała obcego w drogach oddechowych, zwężenia podgłośniowego, obrzęku naczynioruchowego, ropnia zagardłowego oraz bakteryjnego zapalenia tchawicy.
Rentgen szyi nie jest rutynową procedurą, ale może wykazać zwężenie tchawicy zwane iglicą (jego kształt przypomina kościelną iglicę). Iglica nie występuje w połowie przypadków.
Badania wirusologiczne mogą powodować niepotrzebne podrażnienie dróg oddechowych. Możliwa jest hodowla wirusa uzyskanego podczas odessania zawartości nosogardła w celu ustalenia dokładnej przyczyny w ramach badań naukowych. Jeżeli w rezultacie leczenia nie dochodzi do poprawy możliwe jest przeprowadzenie dalszych badań mikrobiologicznych.
Najpopularniejszym sposobem klasyfikowania stopnia krupu jest skala Westleya. Klasyfikacja ma znaczenie naukowe, a w mniejszym stopniu kliniczne. Jest to suma punktów w zakresie pięciu kategorii czynników. Są nimi: stan świadomości, sinica, świst krtaniowy, wdech i zaciąganie (retrakcja) klatki piersiowej. Punkty są przydzielane w każdej kategorii, co przedstawiono w tabeli po prawej, a końcowy wynik może wynosić od 0 do 17 punktów.
- Suma punktów ≤ 2 – łagodny krup,
- Suma punktów 3–5 – umiarkowany krup,
- Suma punktów 6–11 – ciężki krup,
- Suma punktów ≥ 12 – możliwa niewydolność oddechowa.

85% dzieci, które trafiają na oddział ratunkowy, przechodzi chorobę w stopniu łagodnym; ciężki krup zdarza się rzadko (<1%).
| Cecha                        | Liczba punktów | Liczba punktów      | Liczba punktów       | Liczba punktów | Liczba punktów      | Liczba punktów |
| Cecha                        | 0              | 1                   | 2                    | 3              | 4                   | 5              |
| ---------------------------- | -------------- | ------------------- | -------------------- | -------------- | ------------------- | -------------- |
| Zaciąganie klatki piersiowej | Brak           | Śladowe             | Umiarkowane          | Znaczne        |                     |                |
| Stridor                      | Brak           | W czasie pobudzenia | W spoczynku          |                |                     |                |
| Sinica                       | Brak           |                     |                      |                | W czasie pobudzenia | W spoczynku    |
| Stan świadomości             | Przytomny      |                     |                      |                |                     | Splątany       |
| Wdech                        | Normalny       | Upośledzony         | Znacznie upośledzony |                |                     |                |

## Profilaktyka
Szczepienia przeciwko grypie i błonicy mogą zapobiec krupowi.

## Leczenie
Dzieci chorujące na krup powinny być w miarę możliwości uspokajane. Zazwyczaj podawane są sterydy, a w ciężkich przypadkach epinefryna (adrenalina), która poprzez pobudzenie receptorów Alfa1-adrenergicznych, powoduje obkurczenie naczyń krwionośnych krtani i skutecznie znosi obrzęk tego narządu. Dzieci o saturacji (zawartość tlenu we krwi) poniżej 92% powinny mieć podawany tlen, a osoby z ciężkim krupem powinny być hospitalizowane w celu obserwacji. Jeżeli konieczne jest podanie tlenu, zaleca się wdmuchiwanie (trzymanie źródła tlenu przy twarzy dziecka), ponieważ jest to mniej niepokojące dla pacjenta niż korzystanie z maski tlenowej. Przy leczeniu mniej niż 0,2% osób wymaga intubacji (umieszczenia rurki w drogach oddechowych). Wbrew powszechnemu przekonaniu, zastosowanie skutecznych w napadach astmy oskrzelowej Beta2-mimetyków (np. fenoterolu lub salbutamolu) nie powoduje zniesienia obrzęku gardła i krtani, ponieważ receptory β2 nie są zlokalizowane w tych narządach. Z tego powodu podawanie leków z tej grupy w celu opanowania objawów duszności spowodowanej zwężeniem światła krtani jest bezcelowe.

### Sterydy
Kortykosterydy, takie jak deksametazon i budezonid mogą być stosowane przy leczeniu krupu. Znaczna poprawa odczuwalna jest już po sześciu godzinach od ich podania. Chociaż te leki działają przy podaniu doustnym, pozajelitowym (poprzez zastrzyk) lub wziewnym, to jednak preferowane jest podawanie ich doustnie. Pojedyncza dawka jest zazwyczaj wystarczająca i uważana za bezpieczne rozwiązanie. Deksametazon w dawce 0,15, 0,3 i 0,6 mg/kg wydaje się równie dobrym rozwiązaniem.

### Epinefryna (adrenalina)
Krup od umiarkowanego po ciężki może być leczony przy użyciu epinefryny podawanej za pośrednictwem nebulizacji (inhalacja poszerzająca drogi oddechowe). Chociaż adrenalina zazwyczaj łagodzi objawy krupu w ciągu 10-30 minut, to czas jej działania jest ograniczony do ok. 2 godzin. Jeżeli stan ulega poprawie po 2-4 godzinach po leczeniu i nie stwierdzono żadnych komplikacji, dziecko może zazwyczaj opuścić szpital.

### Inne
Przeprowadzono badanie nad innymi sposobami leczenia krupu, ale nie uzyskano wystarczających dowodów na ich skuteczność. Wdychanie gorącej pary lub nawilżonego powietrza jest tradycyjnym sposobem leczenia, ale badania kliniczne nie potwierdziły skuteczności tej metody i obecnie korzysta się z niej rzadko. Odradza się również stosowania leków przeciwkaszlowych, które zawierają zazwyczaj dekstrometorfan oraz/lub gwajafenezynę. W celu ułatwienia oddychania bywa stosowany heliox (mieszanka helu i tlenu), jednak jego skuteczność i bezpieczeństwo nie są wystarczająco zbadane. Zazwyczaj nie ma on przewagi nad podawaniem tlenu. Ponieważ krup wywoływany jest zazwyczaj przez wirusy, zazwyczaj nie stosuje się antybiotyków, chyba że podejrzewa się również infekcję bakteryjną. W przypadku infekcji bakteryjnej zaleca się stosowanie antybiotyków takich jak wankomycyna oraz cefotaksym. W poważnych przypadkach związanych z grypą typu A lub B można stosować inhibitory neuraminidazy.

## Przebieg
Krup wirusowy jest zazwyczaj chorobą krótkotrwałą, rzadko powoduje zgon w wyniku niewydolności oddechowej oraz/lub niewydolności krążenia. Objawy ulegają zmniejszeniu zazwyczaj w ciągu dwóch dni, ale mogą utrzymywać się nawet przez siedem dni. Inne rzadkie komplikacje to bakteryjne zapalenie tchawicy oraz obrzęk płuc.

## Historia
Słowo croup pochodzi od wczesno nowoangielskiego czasownika „croup”, który oznaczał „płakać w ochrypły sposób”; nazwa została pierwszy raz zastosowana w odniesieniu do tej choroby w Szkocji i zyskała popularność w XVIII wieku. Krup wywoływany przez błonicę był znany od czasów homeryckiej starożytnej Grecji. W 1826 Bretonneau rozróżnił krup wirusowy oraz krup wywoływany przez błonicę. Francuzi nazywają krup wirusowy „faux-croup,” korzystając z określenia „croup” w odniesieniu do choroby wywoływanej przez bakterie błonicy. Krup wywoływany przez błonicę stał się prawie nieznany dzięki wynalezieniu skutecznych szczepionek.

## Klasyfikacja ICD10
| kod ICD10     | nazwa choroby                             |
| ------------- | ----------------------------------------- |
| ICD-10: J05   | Ostre krupowe zapalenie krtani i nagłośni |
| ICD-10: J05.0 | Ostre krupowe zapalenie krtani            |
| ICD-10: J05.1 | Ostre zapalenie nagłośni                  |